# Teleskopprothese
Eine Teleskopprothese ist eine Teilprothese, die an Teleskopkronen befestigt ist. Die Teleskopkronen haben darüber hinaus Stütz- und Haltefunktion. Es handelt sich um eine herausnehmbare Zahnprothese, die dem Ersatz fehlender Zähne dient. Sie ist deshalb dem Kombinierten Zahnersatz zuzuordnen. Teleskopprothesen sind aufwändig in der Herstellung. Sie gehören in Deutschland zum Standardverfahren für den Ersatz fehlender Zähne.

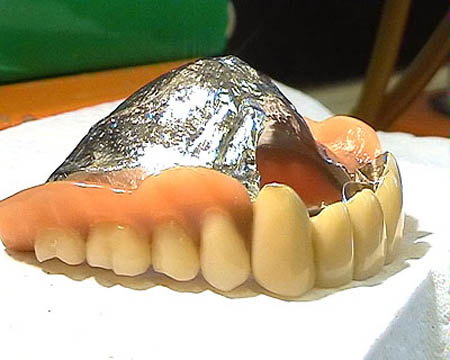
Oberkiefer-Teleskopprothese mit Teleskopkronen an den Frontzähnen

Im englischsprachigen Raum werden Teleskopkronen als „german crowns“ (deutsche Kronen) bezeichnet, da sie sich insbesondere wegen des notwendigen technischen Know-how nicht im Ausland durchsetzen konnten und eine deutsche Besonderheit geblieben sind. Teleskopkronen sind Doppelkronen. Sie bestehen aus zwei übereinander gestülpten Kronen. Die inneren Kronen (Primärteleskop) werden fest einzementiert, die äußeren Kronen (Sekundärteleskop) sind an der herausnehmbaren Teilprothese befestigt. Durch Haftreibung zwischen Primär- und Sekundärkronen entsteht der Halt der Teleskopprothese. Die Verwendbarkeit von Pfeilerzähnen für eine Versorgung mit Teleskopkronen hängt von der Pfeilerwertigkeit ab.

## Herstellung
Beim Präparieren (Beschleifen) der Pfeilerzähne (vergleichbar mit der Präparation von Pfeilerzähnen bei Brückenzahnersatz), sind alle Schliffflächen der Zähne parallel zueinander zu gestalten, damit die fertige Konstruktion eine gemeinsame Einschubrichtung besitzt. Der Zahntechniker kann bei der technischen Umsetzung nur noch kleine Korrekturen an der einheitlichen Einschubrichtung vornehmen, indem die Wandstärke der Primärkronen der Teleskopkronen stellenweise etwas dicker gestaltet wird. Dies kann erneut ästhetische Probleme an den Kronenrändern der Primärteile bewirken.
Nach Anfertigung der Primärkronen (Modellieren und Gießen) werden deren Außenwände parallel zueinander gefräst. Dazu wird das Gipsmodell mit den aufgesetzten Primärkronen auf einem „Teller“ fixiert, der Teller steht auf einem Kugelgelenk und wird so eingestellt, bis eine gemeinsame Einschubrichtung für alle Primärteile gefunden wird. Dann wird das Kugelgelenk fixiert und in dieser Position werden die Außenwände aller Primärteile mit einer speziellen Fräse parallel geschliffen. Diese Fräse hat einen horizontal verschiebbaren Spannkopf, der einem Parallelometer ähnlich ist. In einem weiteren Arbeitsschritt werden auf den fertigen Primärkronen die Sekundärkronen modelliert und anschließend aus Metall gegossen. Die Friktion (Abzugskraft) wird hauptsächlich durch die Expansion der Gussform gesteuert. Beim Ausarbeiten kann der Zahntechniker noch Feineinstellungen der Friktion vornehmen. Nach Fertigstellung der Teleskopkronen wird der Modellguss (Prothesenmetallgerüst) angefertigt, an den die Sekundärteile gelötet oder geklebt werden. Daneben ist auch ein „Einstückguss“ möglich, bei dem die Außenteleskope zusammen mit der Prothesenbasis gegossen werden.
Für die Anfertigung einer Teleskopprothese sind mehrere Behandlungssitzungen erforderlich, da für jeden Arbeitsschritt Einproben am Patienten und neue Abformungen der Kiefer benötigt werden.

## Implantatgestützte Teleskopprothesen
Statt eigener Pfeilerzähne sind auch Implantate als Träger von Teleskopkronen möglich, an denen eine Teilprothese befestigt wird. Um einen vorhersehbar guten und langfristigen Therapieerfolg zu erreichen, sollten mindestens vier Pfeiler vorhanden sein. Dabei ist auf ein großes Unterstützungspolygon zu achten. Mittels der Einstückguss-Sekundärtechnik gibt es keine schwächenden Verbindungs- und Fügestellen zwischen den Außenteleskopen und dem Teilprothesenkörper.

## Kombiniert zahn- und implantatgestützte Teleskopprothesen
Sind wenige Zähne vorhanden, können diese zusammen mit zusätzlichen Implantaten mithilfe von Teleskopkronen zur Befestigung von Teilprothesen dienen. Wissenschaftliche Langzeituntersuchungen zeigen für zahn-/implantatgestützte Teleskopversorgungen Überlebensraten von über 95 % nach sechs Jahren.

## Rein Implantatgestützte Teleskopprothesen
In zahnlosen Ober- wie Unterkiefern ist eine Befestigung von Teilprothesen ausschließlich auf Implantaten möglich. Dazu werden vier bis sechs Implantate benötigt. Wissenschaftliche Langzeituntersuchungen zeigen gute Überlebensraten solcher Konstruktionen. Nach 14 Jahren zeigten sich Überlebensraten der Implantate von 98,9 % und 77 % der Prothesen waren noch intakt.

## Materialien
Die Primär- und Sekundärkronen sollten aus derselben Legierung hergestellt werden. Als Alternative zu Goldlegierungen werden NEM-Legierungen (NEM = Nichtedelmetall) meist aus Chrom-/Kobalt-/Molybdän-Legierungen verwendet. Aufgrund ihrer Eigenschaften lassen sich Goldlegierungen mit einer größeren Passgenauigkeit verarbeiten, jedoch sind damit hohe Edelmetallkosten verbunden. Eine weitere Verarbeitungsart ist die Galvanotechnik. Dabei besteht das Primärteil meist aus einer NEM-Legierung oder aus Zirkoniumdioxid und einem Sekundärteil aus Galvanogold. Das Sekundärteil wird galvanisch auf das Primärteil aufgetragen. Zum Galvanisieren wird ein Leitsilberlack aufgetragen, der Lack sorgt für die Leitfähigkeit und den definierten Abstand von Primär- zum Sekundärteil. Die Qualität der Passung lässt sich mit herkömmlichen Methoden (Gießen) nicht erreichen.

## Vorteile
Die Teleskopprothese wird durch die Teleskopkronen sicher gehalten und bietet dadurch einen hohen Tragekomfort. Oft reicht es aus, im Oberkiefer eine skelettierte und damit grazile Gaumenplatte zur zusätzlichen Abstützung der Prothese zu fertigen. Bei einer günstigen Anordnung und verwertbarem Zustand der Restbezahnung kann in Einzelfällen auf eine Gaumenplatte verzichtet werden. Die ästhetischen Ergebnisse sind besser als bei durch Klammern gehaltene Teilprothesen, da keine sichtbaren Klammern zur Befestigung der Teilprothese an den Zähnen verwendet werden müssen. Auch kann eine derartige Teilprothese bei weiterem Zahnverlust um zusätzliche künstliche Zähne erweitert werden.

## Nachteile
Nachdem Teleskopkronen Doppelkronen sind, fallen sie oft dicker aus als einfache Kronen. Um dem zu begegnen, werden Zähne entweder stärker abgeschliffen, was zu pulpitischen Beschwerden (Zahnnerventzündung) führen kann, oder sie fallen dicker aus. Der erhöhte Platzbedarf für die Doppelkronen und für die Kunststoffverblendung schaffen bei mit Teleskopkronen versehenen kleinen Unterkieferfrontzähnen erhebliche ästhetische Probleme. Auch andere so versorgte Zähne können ästhetische Probleme bereiten. Die Verblendung muss wegen der notwendigen Abdeckung des darunter liegenden Metallgerüsts dicker sein als eine vergleichbare Keramikverblendung. Das Verblendmaterial Kunststoff ist in der Farbgebung nicht so transparent und farbstabil wie diejenige von Keramikverblendungen. Keramikverblendungen sind jedoch wegen der hohen Gefahr des Abplatzens bei Teleskopkronen nicht angezeigt.

## Prognose
Nach einer Untersuchung der Uni Gießen war eine Neuanfertigung in 4,7 % der Fälle notwendig. 3,8 % der Zähne mussten extrahiert werden. In den meisten Fällen (47 %) war die Extraktion aufgrund einer Zahnfraktur indiziert. Die 90%ige Überlebenswahrscheinlichkeit der Pfeilerzähne lag bei 6,90 Jahren. Die Recallteilnahme hatte einen signifikanten Einfluss auf die Überlebensdauer der Teleskopprothese sowie deren Pfeilerzähne. Die Prognose ist von der Pfeilerwertigkeit der Pfeilerzähne abhängig.

## Abbildungen

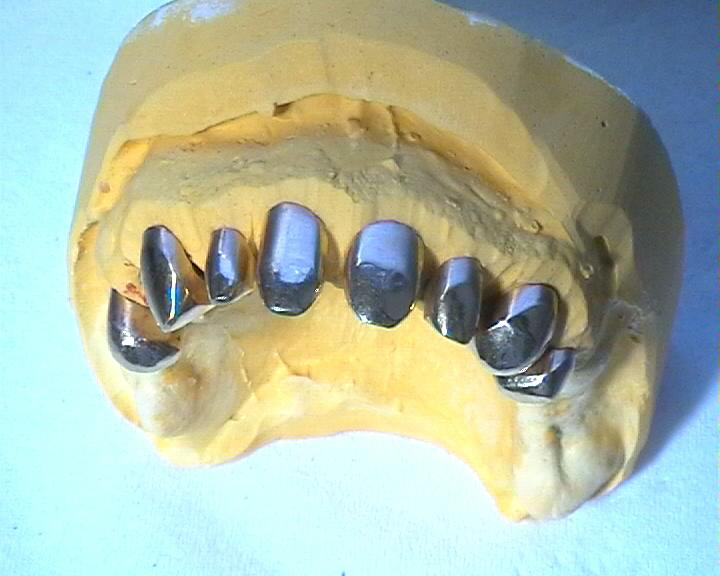
Innenteleskope auf den Zähnen 14 bis 24
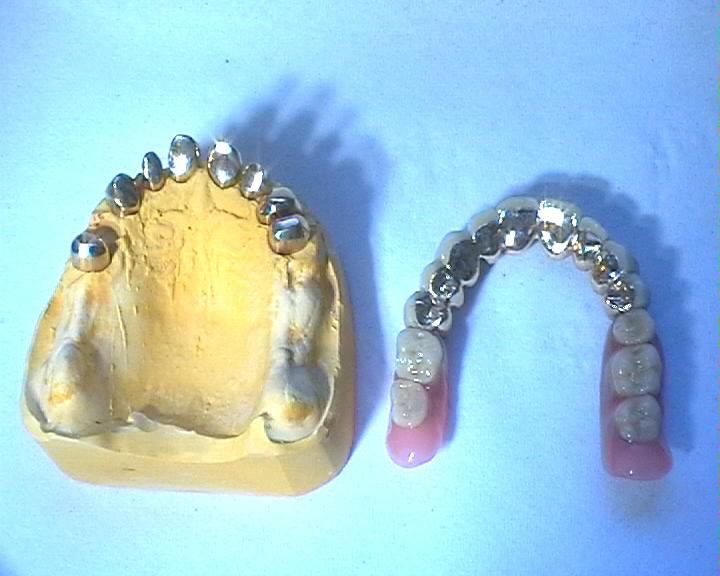
Innenteleskope und Teleskopprothese
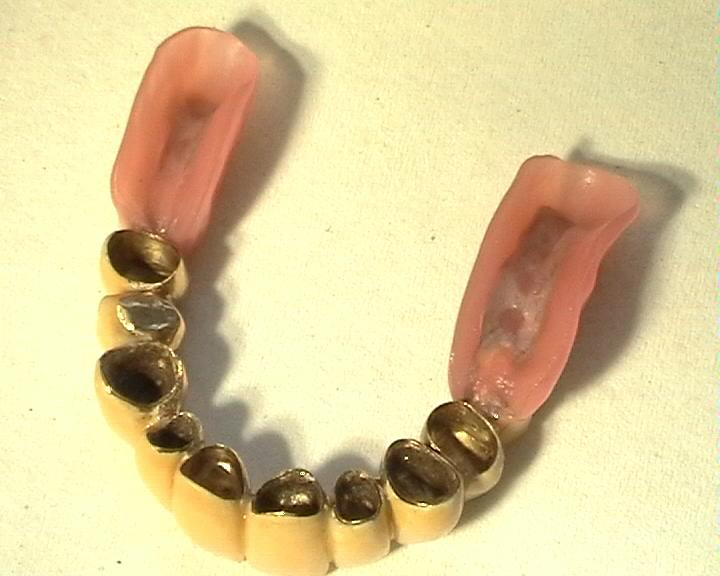
Teleskopprothese von der Unterseite (von krestal)

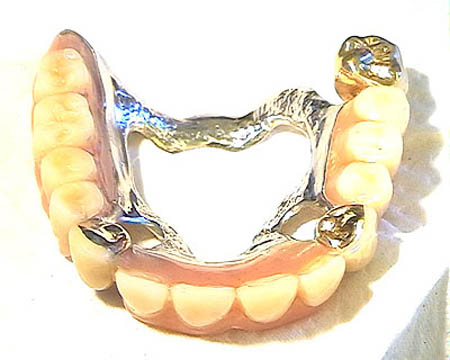
Oberkiefer Teleskopprothese – mit drei Teleskopen, Gaumen stark reduziert (skelettiert)
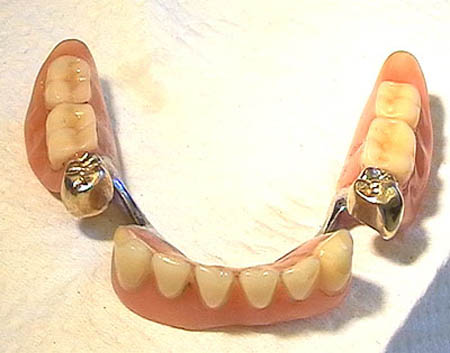
Unterkiefer-Teleskopprothese – mit zwei Teleskopen
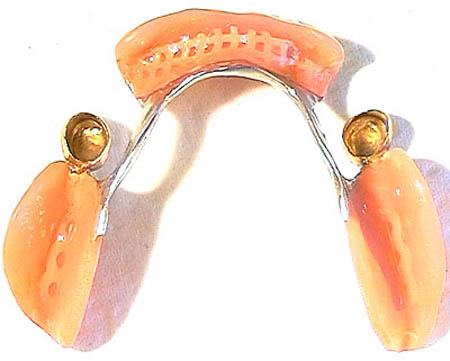
Unterkiefer-Teleskopprothese – mit zwei Teleskopen und drei Prothesensätteln

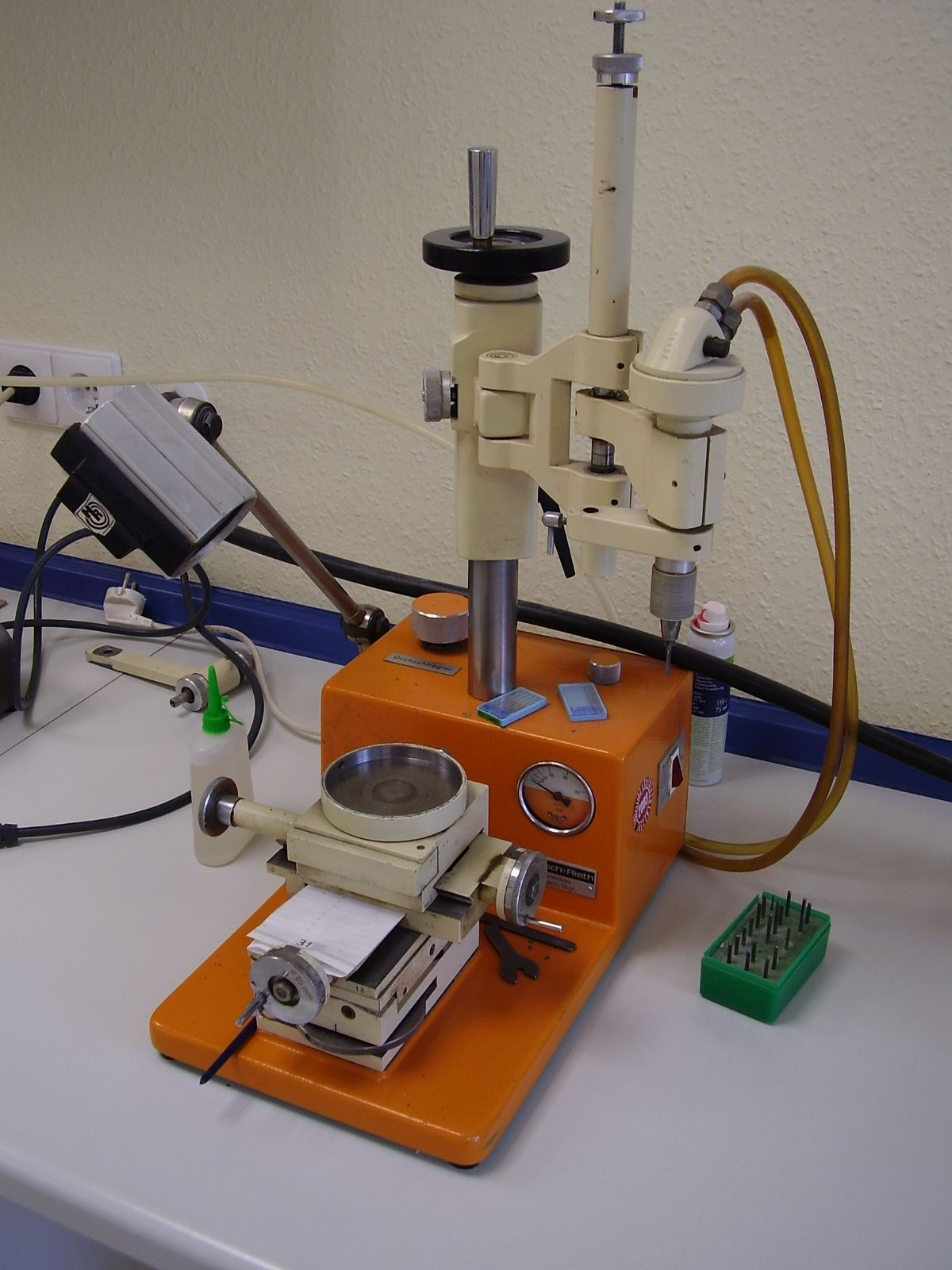
Fräse zum parallelen Fräsen der Primärteile
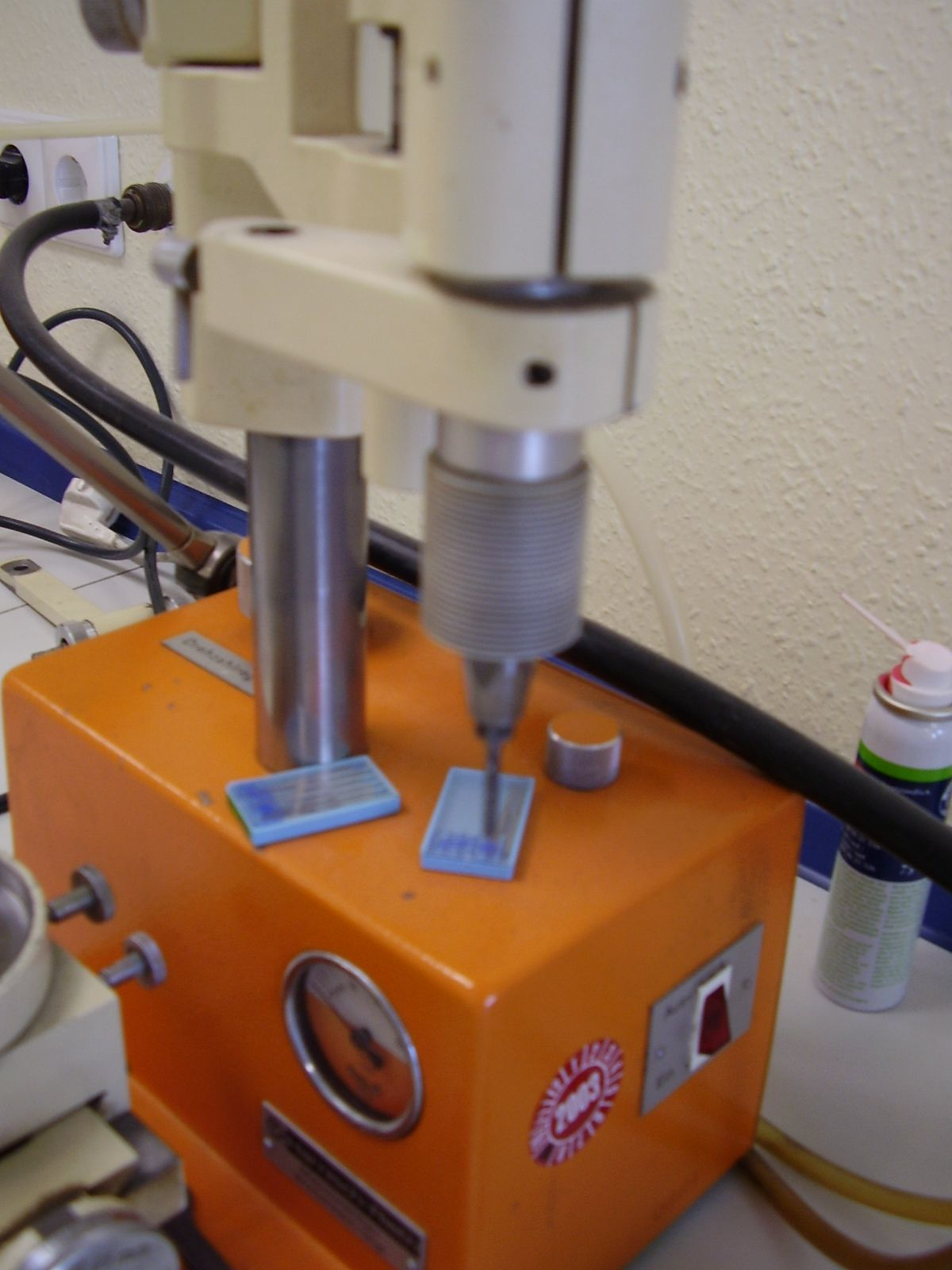
Teleskopfräse – Detailaufnahme